# キャント・スロー・ダウン
| 専門評論家によるレビュー | 専門評論家によるレビュー |
| レビュー・スコア         | レビュー・スコア         |
| 出典                     | 評価                     |
| ------------------------ | ------------------------ |
| AllMusic                 | [ 1 ]                    |
| BBC                      | (negative)               |
| NU.nl                    | [ 3 ]                    |

『キャント・スロー・ダウン』（Can't Slow Down）は、イギリス人とアメリカ人によるロック・バンド、フォリナーの9枚目となるスタジオ・アルバムであり、これまでのところ最新アルバムである。リード・シンガーのケリー・ハンセンとベーシストのジェフ・ピルソンが参加したバンド初のスタジオ・アルバムであり、1994年の『Mr.ムーンライト』以来の新しいスタジオ・アルバムとなっている。アメリカでは、このアルバムは最初にウォルマートの小売店でのみ販売された。
「Too Late」は、2008年のコンピレーション・アルバム『コンプリート・ベスト〜ノー・エンド・イン・サイト』に収録されていた曲と同じもの。
このアルバムは、マーティ・フレデリクセンと、ギタリストのミック・ジョーンズにとって義理の息子にあたるマーク・ロンソンが、共同プロデュースを担当した。

## 評価
『キャント・スロー・ダウン』は、Billboard 200において初登場29位となった。アルバムからの最初の2枚のシングル「When It Comes to Love」と「In Pieces」は、どちらもビルボードのアダルト・コンテンポラリー・チャートでトップ20にランクインした。
2010年には、ヨーロッパ全土で少なくとも10万枚を売り上げたことを示し、独立系音楽会社協会からゴールド認定を受けた。

## 収録曲
特に表記のない限り、全曲ミック・ジョーンズ、ケリー・ハンセン、マーティ・フレデリクセンによる作曲。

### 日本盤
1. キャント・スロー・ダウン - "Can't Slow Down" – 3:28
2. イン・ピーシズ - "In Pieces" – 3:53
3. ホエン・イット・カムズ・トゥ・ラヴ - "When It Comes to Love" – 3:54
4. リヴィング・イン・ア・ドリーム - "Living In a Dream" – 3:43
5. アイ・キャント・ギヴ・アップ - "I Can't Give Up" (Jones, Hansen, Frederiksen, Steve McEwan) – 4:32
6. レディ - "Ready" – 3:43
7. ギヴ・ミー・ア・サイン - "Give Me a Sign" – 3:52
8. アイル・ビー・ホーム・トゥナイト - "I'll Be Home Tonight" – 4:14
9. トゥー・レイト - "Too Late" (Jones, Frederiksen, Oliver Leiber, Russ Irwin) – 3:45
10. ロンリー - "Lonely" (McEwan, Frederiksen) – 3:29
11. アズ・ロング・アズ・アイ・リヴ - "As Long as I Live" – 3:48
12. エンジェル・トゥナイト - "Angel Tonight" – 3:32
13. フール・フォー・ユー・エニィウェイ - "Fool for You Anyway" (Jones) – 4:04

#### ボーナス・トラック
1. つめたいお前 (アコースティック・ライヴ) - "Cold as Ice" (Jones, Gramm)
2. ガール・ライク・ユー (アコースティック・ライヴ) - "Waiting for a Girl Like You" (Jones, Gramm)
3. ダブル・ヴィジョン (アコースティック・ライヴ) - "Double Vision" (Jones, Gramm)
4. ザ・フレイム・スティル・バーンズ (アコースティック・ライヴ) - "The Flame Still Burns" (Jones, Chris Difford, Frederiksen)
5. 衝撃のファースト・タイム (アコースティック・ライヴ) - "Feels Like the First Time" (Jones)

### アメリカ盤

#### ディスク1 (CD): The Album
1. "Can't Slow Down" – 3:28
2. "In Pieces" – 3:53
3. "When It Comes to Love" – 3:54
4. "Living In a Dream" – 3:43
5. "I Can't Give Up" (Jones, Hansen, Frederiksen, Steve McEwan) – 4:32
6. "Ready" – 3:43
7. "Give Me a Sign" – 3:52
8. "I'll Be Home Tonight" – 4:14
9. "Too Late" (Jones, Frederiksen, Oliver Leiber, Russ Irwin) – 3:45
10. "Lonely" (McEwan, Frederiksen) – 3:29
11. "As Long as I Live" – 3:48
12. "Angel Tonight" – 3:32
13. "Fool for You Anyway" (Jones) – 4:04

#### ディスク2 (CD): The Remixes
1. "Feels Like the First Time"
2. "Cold as Ice"
3. "Hot Blooded"
4. "Blue Morning, Blue Day"
5. "Double Vision"
6. "Dirty White Boy"
7. "Head Games"
8. "Juke Box Hero"
9. "Urgent"
10. "I Want to Know What Love Is"

#### ディスク3 (DVD): Live and More
1. "Double Vision"
2. "Head Games"
3. "That Was Yesterday"
4. "Say You Will"
5. "Starrider"
6. "Feels Like the First Time"
7. "Urgent"
8. "Juke Box Hero"
9. "I Want to Know What Love Is"
10. "Hot Blooded"

## パーソネル
フォリナー
- ケリー・ハンセン (Kelly Hansen) - リード・ボーカル、バック・ボーカル
- ミック・ジョーンズ (Mick Jones) - リード・ギター、ピアノ、バック・ボーカル
- マイケル・ブルースタイン (Michael Bluestein) - キーボード、バック・ボーカル
- トム・ギンベル (Thom Gimbel) - ギター、サクソフォーン、バック・ボーカル
- ジェフ・ピルソン (Jeff Pilson) - ベース、バック・ボーカル
- ブライアン・ティッシー (Brian Tichy) - ドラム、パーカッション

アディショナル・ミュージシャン
- マーティ・フレデリクセン (Marti Frederiksen) - キーボード、ギター、パーカッション、バック・ボーカル
- ラス・アーウィン (Russ Irwin) - キーボード ("Too Late")
- ジェイソン・ボーナム (Jason Bonham) – ドラム ("Too Late")
- ライアン・ブラウン (Ryan Brown) – ドラム ("Lonely")
- ジェイソン・ペイジ (Jason Paige) – バック・ボーカル
- スージー・マクニール (Suzie McNeil) – バック・ボーカル

制作
- プロデューサー – マーティ・フレデリクセン、ミック・ジョーンズ (1–12曲目)、マーク・ロンソン (13曲目)
- レコーディング – マーティ・フレデリクセン
- エンジニア – ジェイソン・ペイジ
- ミキシング – アンソニー・フォックス、マーティ・フレデリクセン
- 編集、マスタリング – アンソニー・フォックス
- アート・ディレクター – Hackmart, Inc.
- 写真 – ビル・バーンスタイン

## チャート
| チャート (2009年)              | 最高位 |
| ------------------------------ | ------ |
| オーストリア (Ö3 Austria)      | 58     |
| ドイツ (Offizielle Top 100)    | 16     |
| フランス (SNEP)                | 186    |
| スイス (Schweizer Hitparade)   | 26     |
| US Billboard 200               | 29     |
| US Top Rock Albums (Billboard) | 12     |

## 認定
| 国/地域                          | 認定   | 認定/売上数 |
| -------------------------------- | ------ | ----------- |
| イギリス (BPI)                   | Silver | 60,000      |
| 認定のみに基づく売上数と再生回数 |        |             |